# Domenico Sanfilippo Editore
Domenico Sanfilippo Editore S.p.A. è stata una casa editrice italiana con sede a Catania.

## Storia
È stata fondata dal giornalista Mario Ciancio Sanfilippo nel 1975, proprietario della casa editrice ITES S.p.A. (Industria Tipografica Editoriale Siciliana), dalle cui ceneri è nata, e la ragione sociale viene intitolata alla memoria di Domenico Sanfilippo, zio del fondatore e proprietario di quella casa editrice, da cui aveva ereditato il controllo dell'azienda, con capitale sociale di 500 milioni di lire, oggi 260.000 euro.

### Quote azionarie
- Mario Ciancio Sanfilippo 99,96%
- Valeria Guarnaccia 0,04%[2]

## Aziende del gruppo
Principale azienda del Gruppo Ciancio Sanfilippo, è stata attiva nei settori radio-televisivo, della stampa, e della pubblicazione di libri, in particolare monografie di cultura, storia e fotografia.
La Domenico Sanfilippo Editore controllava il quotidiano La Sicilia - il più importante della Sicilia orientale - le due principali emittenti televisive catanesi Antenna Sicilia e Telecolor, ma anche Retesicilia, Teletna e Video 3, quelle radiofoniche Radio SIS, Radio Telecolor e Radio Video3 e il centro stampa editoriale Etis 2000.
Pubblicava inoltre alcune collane librarie.
Possedeva il 69% della Edisud S.p.A., la società editrice de La Gazzetta del Mezzogiorno.
La società è stata dichiarata fallita nel 2021.